# Ancienne-Poméranie-Antérieure

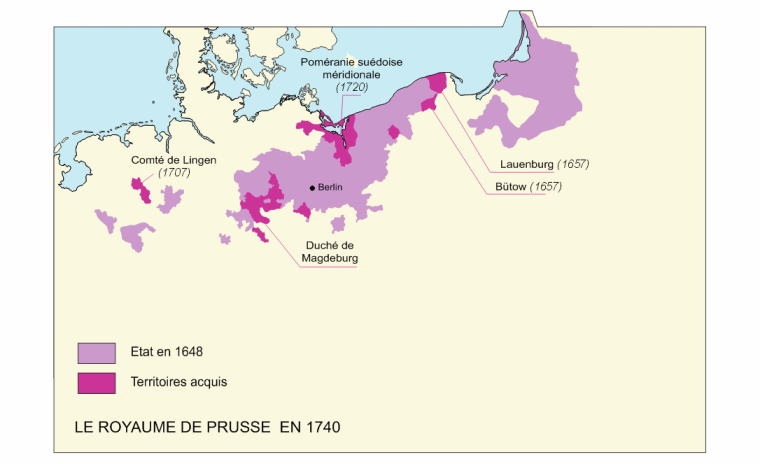
La Prusse en 1740, la Poméranie suédoise méridionale en pourpre.

L'Ancienne-Poméranie-Antérieure (en allemand : Alt-Vorpommern) désigne la partie sud de la Poméranie antérieure qui est passée de l'Empire suédois au royaume de Prusse avec la paix de Stockholm conclue en 1720.

## Histoire
Le nom d'Ancienne-Poméranie-Antérieure n'est utilisé pour cette région qu'après que la partie septentrionale de la Poméranie suédoise restée à la Suède en 1720 est également rattachée à la Prusse par résolution du congrès de Vienne en 1815 et est alors appelée Nouvelle-Poméranie-Antérieure.
Alors que la Nouvelle-Poméranie-Antérieure jouit d'un statut juridique spécial dans l'État prussien pendant un certain temps après 1815, ce n'est pas le cas de l'Ancienne-Poméranie-Antérieure ou de la Poméranie ultérieure. Cependant, le parlement provincial de Poméranie (de), formé en 1823, est élu séparément pour la Nouvelle-Poméranie-Antérieure, l'Ancienne-Poméranie-Antérieure et la Poméranie ultérieure. Alors que la Nouvelle-Poméranie-Antérieure reçoit son propre parlement communal de Nouvelle-Poméranie-Antérieure et de Rügen (de) en 1823, un parlement communal de l'Ancienne-Poméranie-Antérieure et de la Poméranie-Ultérieure (de) est formé pour l'Ancienne-Poméranie-Antérieure avec la Poméranie ultérieure. Les deux parlements d'État locales existent jusqu'en 1881.
Avec la perte progressive de la position particulière de la Nouvelle-Poméranie-Antérieure, les noms de Nouvelle-Poméranie-Antérieure et de l'Ancienne-Poméranie-Antérieure deviennent rares.

## Directeurs d'État en Poméranie-Antérieure (Ancienne-Poméranie-Antérieure)
- 17??–1752 0 Philipp Erdmann von Parsenow (de)
- 1754-1763 0 Carl Friedrich von Sydow (de)
- 1763-1787 0 Peter von Glasenapp (de)
- 1787-1800 0 Carl von Massow (de)
- 1801-1809 0 Heinrich Peter von Podewils (de)